# جوبلة

تعديل مصدري - تعديل

جوبلة هي إحدى حارات حي الظهار بمدينة إب اليمنية، بلغ تعداد سكانها 3534 نسمة حسب تعداد اليمن لعام 2004.